# Thomas Campion
Thomas Campion, auch Campian, (getauft am 12. Februar 1567 in London; † 1. März 1620 ebenda) war ein englischer Dichter, Komponist, Musiktheoretiker, Literaturtheoretiker und Arzt. Er wirkte in der späten elisabethanischen und frühen jakobinischen Zeit und ist insbesondere durch seine Lieder mit Lautenbegleitung bekannt, zu denen er auch die Texte verfasste.

## Leben
Thomas Campion wurde in London geboren. Er war das zweite Kind von John († 1576) und Lucy Campion. Er hatte eine zwei Jahre ältere Schwester namens Rose und eine noch ältere Halbschwester namens Mary, die die verwitwete Lucy aus ihrer ersten Ehe mit in die Familie brachte. Nach dem Tod Johns im Oktober 1576 heiratete Lucy im August 1577 erneut, dieses Mal Augustine Steward. Sie starb im März 1580. Nach Stewards Wiederheirat wurde er 1581 im Alter von vierzehn Jahren nach Cambridge geschickt. Er studierte dort bis 1584 am Peterhouse ohne Abschluss. 1586 begann er an Gray’s Inn in London ein Rechtswissenschafts-Studium. Wahrscheinlich verließ er um 1594 Gray’s Inn. Jedoch scheint es, dass er nie als Rechtsanwalt praktizierte. Er wohnte darauf wohl im Viertel von St. Dunstan-in-the-West, in welchem auch andere Musiker wohnten. Ab 1602 studierte er der Universität Caen Medizin. 1606 wurde er dort graduiert. Ab einem Alter von ungefähr vierzig Jahren übte er in London den Beruf des Arztes aus.  Campion starb am 1. März 1620 in London, wahrscheinlich an der Pest, und wurde auf dem Friedhof von St. Dunstan-in-the-West begraben.

## Werke (Auswahl)
Sein Debüt als Dichter gab Campion im Jahre 1591, als fünf seiner Arbeiten in einer Ausgabe von Sir Philip Sidney’s „Astrophel und Stella“ veröffentlicht wurden.  1595 erschienen seine Poemata, Epigramme in lateinischer Sprache. Campion schrieb fünf Bände mit über hundert Liedern mit Lautenbegleitung. Seine erste Liedersammlung A Book of Ayres, gemeinsam mit Philip Rosseter verfasst, erschien 1601 (darin etwa Shall I come sweet Love to thee, When to her Lute Corrina sings und My love hath vowd mit je drei Strophen). Es folgten jeweils zwei weitere Bände 1613 (enthaltend unter anderem Never weather beaten saile mit zwei Strophen) und 1617. Er veröffentlichte mehrere Masques das erste 1607, drei weitere 1613. In seinem literaturtheoretischen Werk Observations in the Art of English Poesie (1602) kritisiert Campion die Praxis des Reimens in der Poesie.
Seine 1613 nach dem Tode des Prinzen Henry veröffentlichten Songs for Mourning wurden von John Cooper vertont. 1615 veröffentlichte er ein Buch über Kontrapunkt, A New Way of Making Fowre Parts in Counterpoint By a Most Familiar and Infallible Rule, das 1660 neugedruckt wurde.

### Sammlungen
- Two bookes of ayres. The first contayning divine and morall songs: the second, light conceits of lovers. To be sung to the lute and viols, in two, three, and foure parts; or by one voice to an instrument, Thomas Snodham, London RISM ID: 990008386
- The third and fourth booke of ayres ... so as they may be expressed by one voyce with a violl, lute, or orpharion, Thomas Snodham, London RISM ID: 990008387
- The Discription Of a Maske, presented before the Kinges Maiestie at White-Hall, on Twelfth Night last, in honour of the Lord Hayes, and his Bride, Daughter and Heire to the Honourable the Lord Dennye, their Marriage hauing been the same Day at Court solemnized. To this by occasion other small Poems are adioyned. Inuented and set forth by Thomas Campion, Doctor of Phisicke. Gedruckt von John Windet für John Brown, um sie in dessen Geschäft am S. Dunstones Churchyeard in Fleet Street zu verkaufen, 1607 RISM ID: 990008384
- The Description of a Maske: Presented in the Banqueting roome at Whitehall, on Saint Stephens night last, At the Mariage of the Right Honourable the Earle of Somerset: And the right noble the Lady Frances Howard. | Written by Thomas Campion. Whereunto are annexed diuers choyse Ayres composed | for this Maske that may be sung with a single voyce to the Lute or Base-Viall [!],  Printed by Edwin Allde. A. for Laurense Lisle, dwelling in Paules | Churchyard, at the signe of the Tygershead. 1614. RISM ID: 990008385

### Songs (Auswahl)
- Come you prettie false eied wanton für Sopran und Basso continuo in g- moll RISM ID: 806236935 RISM ID: 805000105 RISM ID: 806334659 Gedruckt in: 2nd book of ayres
- Faine would I wed a faire young maid in g-Moll RISM ID: 800000827
- Good men show if you can tell RISM ID: 806039326

- I care not for those ladies RISM ID: 806036936 RISM ID: 806334659 Gedruckt in: 1st book of ayres
- If love loves truth in G-Dur für Singstimme und Bass RISM ID: 102631
- If love loves truth, Glee für drei Singstimmen (Sopran, Sopran, Bass) RISM ID: 806037321
- My love hath vow'd für zwei Singstimmen (Sopran und Bass) RISM ID: 806037321
- Never weather-beaten sail in G-Dur für vier Singstimmen RISM ID: 118632
- O sweet(e) delight für Sopran und Bass RISM ID: 806043479 RISM ID: 800087035
- Shall I come sweet Love für Sopran und Basso continuo RISM ID: 806236956 RISM ID: 806249600 Gedruckt in: 3rd Book of ayres
- Silly boy 'tis full moon yet für Sopran und Basso continuo RISM ID: 806236956 Gedruckt in: 3rd Book of ayres
- The Weather beaten Sailes für Sopran und Basso continuo RISM ID: 806236956
- Though you are young and I am old für Sopran und Basso continuo RISM ID: 806236946
- Vain men whose follies mak a God of love RISM ID: 806039327
- What if a day or a moneth or a yeare RISM ID: 806236942 (Autorschaft nicht gesichert)

## Einspielungen
- Lute Songs [Lautenlieder], eingespielt vom Countertenor Steven Rickards und der Lautenistin Dorothy Linell, veröffentlicht am 25. März 1999 beim Label Naxos